# Euphorbia uliginosa
Euphorbia uliginosa es una especie de planta fanerógama de la familia de las euforbiáceas de la península ibérica.

## Descripción
Es una planta perenne, con tallos de (10)20-25(40) cm, erecto-flexuosos, gráciles, herbáceos, glabros o glabrescentes, por excepción pubescentes, foliosos, en general con 1-2(4) ramas fértiles laterales. Hojas 8-16(20) x 2-6 mm, elípticas u obovadas, de ordinario adpresas, a veces casi imbricadas, no arrosetadas, consistentes, cortamente pecioladas, con margen hialino y serrulado hasta cerca de la base, obtusas, atenuadas en la base. Pleocasio con (3)4-5 radios pleocasiales de 5-10(13) mm, 1(2) veces bifurcados, amarillento durante la antesis, finalmente verde; brácteas pleocasiales más largas que los radios pleocasiales, elípticas o rómbicas, levemente denticuladas; brácteas dicasiales transversalmente elípticas, libres. Ciatio 2,2-2,3 mm, sésil; nectarios no apendiculados, transversalmente elípticos, amarillentos. Fruto 2,6-2,8 x 2,8-3 mm, subesférico, marcadamente sulcado; cocas redondeadas con verrugas digitiformes 0,4 mm. Semillas 1,9- 2,2 x 1,3-1,6 mm, subesféricas, lisas, de negras a parduscas; carúncula de 0,5-0,7 x 0,6-0,8 mm, reniforme, subterminal. Tiene un número de cromosomas de 2n = 14.

## Distribución y hábitat
Se encuentra en matorrales, y herbazales umbrófilos de lugares temporalmente inundados o muy húmedos, pero relativamente cálidos; a una altitud de 100-400 metros en el oeste de la península ibérica. España y centro de Portugal.

## Taxonomía
Euphorbia uliginosa fue descrita por Welw. ex Boiss. y publicado en Prodromus Systematis Naturalis Regni Vegetabilis 15(2): 127. 1862.
Etimología
Ver: Euphorbia
uliginosa: epíteto latino que significa "en los pantanos".
Sinonimia
- Tithymalus uliginosus (Welw. ex Boiss.) Samp.	[5]